# 프로젝트 2025
2025년 대통령 교체 프로젝트(2025 Presidential Transition Project) 또는 간단히 프로젝트 2025(Project 2025)는 도널드 트럼프가 2024년 미국 대통령 선거에서 승리할 경우 미국 연방 정부를 재편성하고 행정기관의 권한을 통합하기 위한 보수주의적, 우익적인 정책 제안 모음집을 홍보하기 위해 미국 헤리티지 재단에서 조직한 계획이다. 프로젝트 2025는 미국 헌법 제2조와 단일행정부이론에 따라 행정부 전체를 대통령의 직접적인 통제 하에 두어야 한다고 주장한다. 또한 수만명이 넘는 미국 연방 행정각부를 엽관제에 따른 임명직으로 모두 재분류해 트럼프의 정책을 지지하는 충성스러운 공무원으로 전부 대체해야 한다고 주장한다. 이를 통해 트럼프 지지자들은 방대하고 무책임하며 대부분 자유주의적인 연방정부의 관료제를 해체할 수 있다고 주장한다. 프로젝트 2025에서는 미국 정부와 사회에 기독교적 가치를 주입하고자 한다. 비평가들은 프로젝트 2025를 미국을 전제 정치로 이끌기 위한 권위주의적 기독교 내셔널리즘에 따른 계획이라고 비판했다. 또한 많은 법률 전문가들이 이 계획은 법치주의, 권력 분립, 정교 분리, 시민 자유를 훼손할 것이라고 주장한다.
프로젝트 2025는 정부, 특히 경제 및 사회정책과 연방정부 및 그 기관에 대한 광범위한 변화를 주장한다. 계획에 따르면 미국 법무부, 연방수사국, 미국 상무부, 연방 통신 위원회, 연방거래위원회를 정치적으로 통제하며 미국 국토안보부를 해체하며 환경과 기후변화 규제를 해체해 화석연료 생산을 가속화한다. 계획에서는 감세 정책을 외치나 저자들은 보호무역에 대한 발상은 동의하지 않는다. 프로젝트 2025에서는 미국 교육부를 폐지하고 교육 관련 정책은 다른 기관에 이관하거나 아에 폐기할 것이라고 주장한다. 또한 기후학 연구 자금을 삭감하고 국립보건원은 보수적 원칙에 따라 개혁하고자 한다. 또한 메디케어와 메디케이드에 대한 자금 삭감을 촉구하고 정부가 낙태를 건강 관리를 명목으로 완전 금지해야 한다고 주장한다. 프로젝트에서는 환자보호 및 부담적정보험법에 따른 사후 피임약의 보험 적용을 폐기하고 전국적으로 피임약과 낙태약을 주고 받는 사람들을 기소하기 위한 컴스톡법의 시행을 주장한다. 포르노그래피의 범죄화를 주장하며:5 성적 지향 및 성정체성에 따른 차별에 대한 법적 보호를 없애며 다양성, 형평성, 포용성(DEI) 프로그램을 중단하고 법무부가 백인에 반하는 "인종차별"을 기소해 적극적 우대조치을 폐지해야 한다고 주장한다. 미국에 거주하는 모든 불법체류에 대한 체포 및 추방을 주장한다. 미국 국내의 법집행을 위해 경찰 대신 군대를 배치하자고 제안한다. 또한 사형과 그 형의 최대한 "신속한" 최종 집행을 해야 한다고 주장한다.
일부 보수주의자와 미국 공화당원은 기후 변화와 대외 무역 관련 부문에 대하여 프로젝트 2025에 반대한다. 다른 비평가들은 프로젝트 2025가 바이든 행정부 기간 시행된 "거의 모든 것"을 되돌리러 시도하고 어떤 대가를 치르더라도 4년간 개인적인 복수를 하기 위한 수사학적인 "창틀 장식"같다고 말한다. 프로젝트 2025 저자는 이 안의 제안 대부분이 미국 하원과 미국 상원의 공화당 장악이 전제조건이라고 말한다. 또한 일부 주장은 미국 연방 대법원에서 위헌을 받은 바가 있으며 법원의 반발에 직면할 수 있으나 다른 일부 제안은 법원의 반발에도 살아남을 수 있는, 절차와 규정을 파괴하는 제안이다.
프로젝트 2025는 존슨 수정헌법안에 따라 법적으로 특정한 대통령 후보를 홍보할 수 없지만 저자 대부분이 트럼프 및 도널드 트럼프 2024년 대통령 선거 운동과 깊은 관련이 있다. 헤리티지 재단은 트럼프와 밀접하게 연계된 수많은 사람들을 고용하고 있으며 트럼프 동맹단체가 운영하는 여러 보수 단체와 프로젝트를 조정한다. 2023년 트럼프 선거 운동 관계자는 프로젝트 2025가 자신들의 아젠다 47 프로그램과도 많이 비슷하다고 인정했다. 트럼프 선거 운동 고문은 프로젝트 2025 측과 정기적으로 접촉했으나 프로젝트 내에 논란의 여지가 많은 제안 때문에 트럼프 선거 운동 측은 이를 성가신 것으로 간주했다. 2024년 7월 5일 트럼프는 "이것에 대해 아무것도 몰랐다"며 공개적으로 프로젝트 2025와의 연관을 부인했으며 이 제안 중 일부는 "우스꽝스럽고 심연의 제안"이라고 주장했다. 이후 트럼프는 반복적으로 프로젝트 2025와의 관계를 부인하고 있다. 일부 비평가들은 프로젝트가 트럼프와 관계가 매우 깊은 인물이 참여했다면서 트럼프의 주장을 일축했다. 이런 거리두기는 헤리티지 재단의 회장인 케빈 로버츠가 곧 미국에 제2의 미국 독립 혁명이 올 것이라 말하면서 민주당 및 다른 이들이 은유적인 폭력 위협이라고 비난하면서 시작되었다. 같은 인터뷰에서 로버츠는 프로젝트 2025가 정부 통제권을 되찾기 위한 "전투계획"이라고 말했다.

## 같이 보기
- 인권
- 인권 인플레이션
- 남부전략

## 참고 문헌
- Heer, Jeet (2024년 2월 23일). “Hit Trump on Theocracy, Not Hypocrisy”. 《The Nation》. 2024년 7월 1일에 원본 문서에서 보존된 문서. 2024년 6월 29일에 확인함.
- Tony, Mike (2024년 6월 29일). “'Chilling': Under Trump, Project 2025 Could Undo Climate, Energy Progress in WV”. 《Charleston Gazette-Mail》. 2024년 6월 29일에 원본 문서에서 보존된 문서. 2024년 6월 29일에 확인함.
- Van Hagen, John (2024년 6월 26일). “With Project 2025, US Bishops Can't Stand Silently on the Political Sidelines”. 《National Catholic Reporter》. 2024년 6월 29일에 원본 문서에서 보존된 문서. 2024년 6월 29일에 확인함.